# Повіт Сюті
Пові́т Сю́ті (яп. 周智郡, しゅうちぐん, МФА: [ɕuːt͡ɕi guɴ]) — повіт у префектурі Сідзуока, Японія.